# Adeonella tuberosa
Adeonella tuberosa är en mossdjursart som beskrevs av Hayward 1988. Adeonella tuberosa ingår i släktet Adeonella och familjen Adeonellidae. Inga underarter finns listade i Catalogue of Life.